# Consonne occlusive injective post-alvéolaire voisée
La consonne occlusive injective post-alvéolaire voisée est un son consonantique existant dans certaines langues. La consonne n’a pas de symbole spécifique dans l'alphabet phonétique international et peut être transcrite [ɗ͡ʒ] ou [ɗ͜ʒ], [ɗ̠] ou est plutôt transcrite avec [ɗ].

## Caractéristiques
Voici les caractéristiques de la consonne occlusive injective post-alvéolaire :
- Son mode d'articulation est occlusif, ce qui signifie qu'elle est produite en obstruant l’air du chenal vocal.
- Son point d’articulation antérieur est post-alvéolaire, ce qui signifie que la libération de l'air est effectuée par la langue derrière la crête alvéolaire, avec le corps de la langue courbé sur le palais, donnant naissance à un son proche d'une occlusive.
- Sa phonation est voisée, ce qui signifie que les cordes vocales vibrent lors de l’articulation.
- C'est une consonne orale, ce qui signifie que l'air ne s’échappe que par la bouche.
- C'est une consonne centrale, ce qui signifie qu’elle est produite en laissant l'air passer au-dessus du milieu de la langue, plutôt que par les côtés.
- Son mécanisme de courant d'air est ingressif glottal, ce qui signifie qu'elle est articulée grâce à un mouvement de l'air vers l'arrière produit par un abaissement de la glotte.

## Langues
Le français ne possède pas le [ɗ͡ʒ].
| Langues | Dialectes | Mots  | Transcriptions    | Sens        | Notes                                                                                               |
| ------- | --------- | ----- | ----------------- | ----------- | --------------------------------------------------------------------------------------------------- |
| Kulfa   |           | kīɗyō | [kīɗ͡ʒō]           | « tisser »  | |
| Somali  |           | dhéer | [ɗ͡ʒɛ́ɛr]           | « long »    | Aussi identifié comme une occlusive rétroflexe voisée ou une occlusive injective rétroflexe voisée. |
| Suri    | Chai      |       | [ɓáttɔ́] > [ɗáttʌ́] | « éclaire » | L’injective bilabiale devient une injective post-alvéolaire avant une voyelle.                      |